# Сен-Морис-д’Иби
Сен-Мори́с-д’Иби́ (фр. Saint-Maurice-d'Ibie, окс. Sant Maurice d'Ibie) — коммуна во Франции, находится в регионе Рона — Альпы. Департамент коммуны — Ардеш. Входит в состав кантона Вильнёв-де-Бер. Округ коммуны — Ларжантьер.
Код INSEE коммуны — 07273.

## Население
Население коммуны на 2008 год составляло 201 человек.
| 1962 | 1968 | 1975 | 1982 | 1990 | 1999 | 2008 |
| ---- | ---- | ---- | ---- | ---- | ---- | ---- |
| 119  | 150  | 159  | 183  | 163  | 160  | 201  |

## Экономика
В 2007 году среди 105 человек в трудоспособном возрасте (15—64 лет) 72 были экономически активными, 33 — неактивными (показатель активности — 68,6 %, в 1999 году было 70,7 %). Из 72 активных работали 68 человек (31 мужчина и 37 женщин), безработных было 4 (3 мужчин и 1 женщина). Среди 33 неактивных 6 человек были учениками или студентами, 15 — пенсионерами, 12 были неактивными по другим причинам.

## Фотогалерея
- Церковь
- Карта коммуны